# Fərid Məmmədov
Fərid Asif oğlu Məmmədov (Baku, 1991. augusztus 30. –) azeri énekes és mellékállású sportoló. Ő képviselte Azerbajdzsánt a 2013-as Eurovíziós Dalfesztiválon a Hold Me című dalával.

## Élete
Az Állami Művészeti Egyetemen tanul jazz szakon a fiatal énekes. Gyermekkorában énekelt a Bülbüllər formációban, ahol Aybəniz Haşımova volt a menedzsere. Hosszú ideig ő volt a szólistája a karnak.
2013. március 14-én megnyerte az azeri nemzeti válogatót, ezzel ő képviselhette országát a 2013-as Eurovíziós Dalfesztiválon. Hold Me című versenydalát először május 16-án, a második elődöntőben énekelte el.

## Diszkográfia

### Kislemezek
- 2012: Gəl yanıma
- 2013: İnan
- 2013: Hold Me